# Silla charra
La silla vaquera, también llamada silla charra o silla vaquera mexicana es aquella silla de montar o montura utilizada como asiento por las personas que practican la charrería. Se coloca encima del lomo del caballo para un mayor soporte y seguridad del charro. A pesar de que es muy pesada, comparada con otras sillas de montar, es muy cómoda para el caballo y jinete, sin causar daño en el lomo del animal. Es funcional para realizar cualquiera de las Suertes Charras.

## Historia
La actual montura ha sufrido cambios a lo largo de su historia. La silla de montar fue introducida al actual territorio mexicano en 1519, por Hernán Cortés. Al llegar a América, trajo con él sus caballos y sus monturas. Utilizaba una de las monturas españolas de esa época, utilizada principalmente para las labores del campo y el rejoneo. En los inicios de la Época Colonial, los indios tenían prohibido, bajo pena de muerte, montar los caballos. No obstante, el aumento del ganado (vacuno y equino), traído en la conquista, obligó enseñar el arte de montar a los indios, llamados chinacos (resultado del mestizaje entre español e indio), para que ellos se encargaran del ganado. En 1555, el Virrey de Nueva España, don Luis de Velasco, propone que los indios crearan una silla de montar propia. Es así que los chinacos toman distintas pieles a su alcance: venado, gamuza, borrego, chivo; y maderas para crear una silla con ciertas similitudes de la silla española. Una de las similitudes es el fuste, con la diferencia de que en la silla charra se utiliza para derribar al ganado. De ahí en fuera se conserva la teja (parte posterior de la silla) y algunas formas de amarrar (sostener la silla al lomo y sus partes).

## Partes
Todas las partes de la silla charra se han ido modificando e innovando de acuerdo a las necesidades del charro, ya sea para practicar la charrería como deporte o usar las sillas para el trabajo en el campo.
Los dos lados de la silla (izquierdo y derecho) son completamente diferentes. En el lado derecho

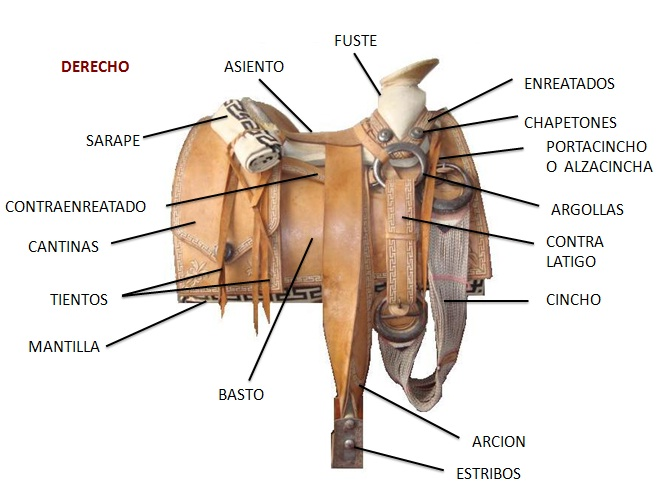
Silla Charra lado derecho

 se ensilla (se coloca la silla en el lomo del caballo) y en el lado izquierdo

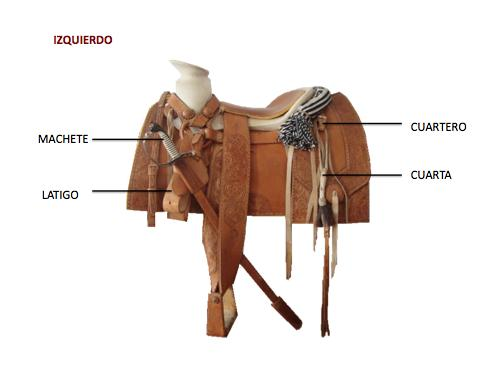
Silla Charra lado Izquierdo

 se aprieta (se sujeta la silla al lomo del caballo). A pesar de los cambios, la montura siempre ha estado compuesta por:

### Fuste

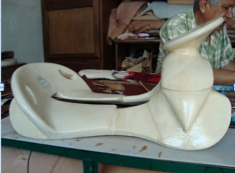
Fuste

Es el asiento del jinete. Gracias a él no hay contacto con el lomo del caballo, evitando lesiones. Está fabricado con madera, puede ir barnizado, retobado (forrados de manta y cuero) o pintados (forrados de manta y pintados con laca). El fuste más usado actualmente es el Saldivar, diseñado por Ernesto Icasa y hecho por Don Juan Saldivar. Fue diseñado para que el fuste de los charros fuera más rústico que el de los hacendados (españoles). Después de esto fueron evolucionando en su forma para acoplarse a las necesidades del charro.
Todo fuste se compone de:

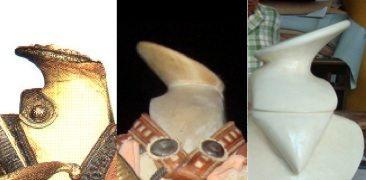
Tipos de cabeza

- Cabeza: Tipos de cabezaParte superior delantera del fuste, puede ser Saldivar, Bola o Media Cebolla. La primera se utiliza para las suertes de la reata, las dos últimas para las sillas de gala. Pueden ir adornadas con repujados o calados de acero inoxidable o plata, o reforzados con turma (escroto de toro de casta seco).
- Cuello: Sostiene la cabeza y es donde se enreda la reata en la Suerte de Piales.
- Hombros: Hacen que la reata no salga de su lugar.
- Tablas: Puede o no formar parte del fuste, se encuentra abajo de los hombros y sirve para los enreatados.
- Arciones: Es el hoyo donde se colocan las arciones para sostener los estribos, y así los pies del charro.
- Asiento: Es donde se sienta el jinete.
- Teja: Parte posterior del fuste, alzada para que el charro no se vaya hacia atrás.

Uno de los actuales cambios es el Fuste de Cala, innovación de hace tres o cuatro años, permite un mejor balance del peso para la suerte de la Cala (mostrar la educación del caballo).

### Enreatados

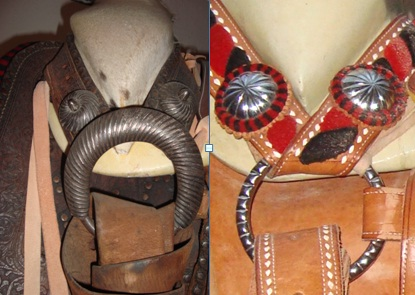
Enreatados

Son cinturones de cuero que se sostienen alrededor de los hombros de la silla a las argollas. Van amarrados por dos chapetones o por una hebilla del mismo herraje y adorno de la silla.

### Contraenreatados

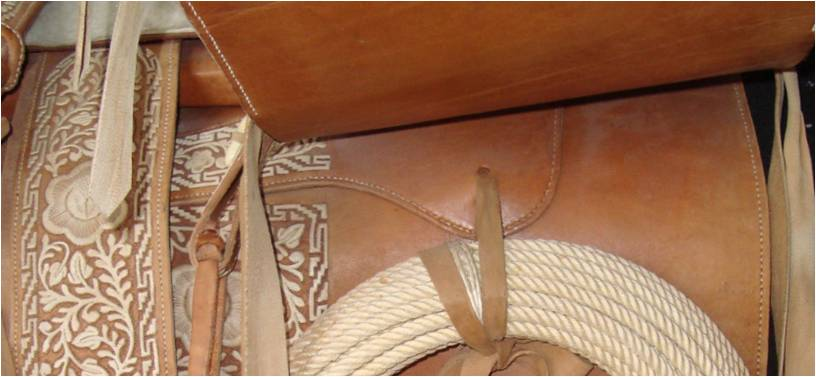
Contraenreatados

Sostiene a la argolla y evita que se vaya hacia adelante, sosteniendo a toda la teja para amarrarla. Esto hace fuerza hacia adelante en el momento de estirar a cabeza de silla (lazar toro o yegua). Del lado izquierdo sirve para amarrar la reata con un tiento (hilos de cuero).

### Basto

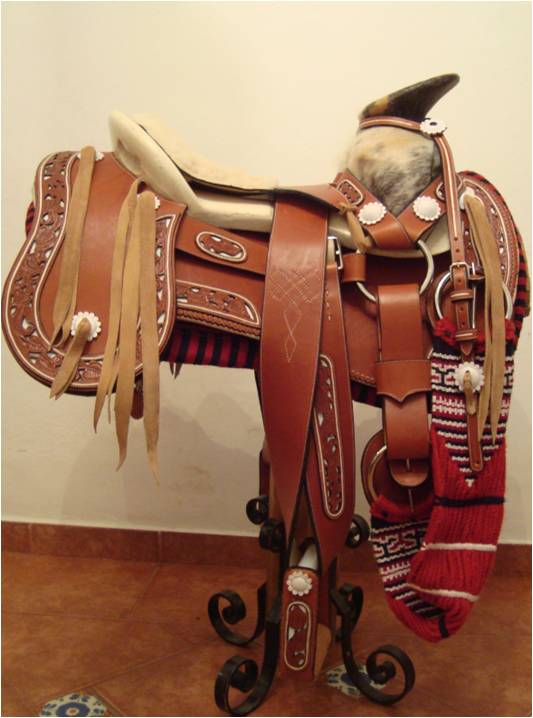
Bastos cola de pato

Es la parte que da el nombre a la clase de silla que se puede encontrar. Está constituida por una carona posterior que está en contacto con el lomo del caballo. Mantiene el dibujo de la silla por la parte de arriba. Están constituidas por cuero, forradas de fieltro y borregas, esto protege el lomo del caballo del peso del jinete y de algunos golpes al lazar.
Existen:
- Bastos Cuadrados.
- Bastos Silla de Esqueleto: Usadas en el campo y cubren la parte inferior del fuste.
- Bastos Silla Cola de Pato: Tiene forma de cola de pato.
- Bastos Cuadrados con Puntas Redondas.

### Arzones o estriberas
Ayudan a sostener los estribos al fuste. Son hechas de cuero y a veces están sujetadas con una hebilla. Existen tres tipos:
- Arzones de doble vuelta: Dan dos vueltas en los hoyos para arciones del fuste, tienen mayor seguridad y fuerza.
- Arzones de una vuelta con hebilla: Son más fácil de estirar y recoger, son más gruesas.
- Arzones de sudadera: Ocupadas en el campo para proteger el pantalón del jinete del sudor del caballo.

### Estribos

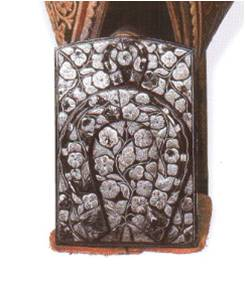
Estribos

Existe una gran variedad de estribos, sirven para que el jinete pueda afianzarse mientras cabalga mediante la introducción de los pies en ellos. Pueden estar hechos de:
- Madera con lámina: siendo menos pesados.
- Acero inoxidable: ocupadas para charrear por su estructura.
- Fierro forrado de cuero: ocupados para charrear y proteger el pie si se cae el caballo encima.
- Tapadera: usadas en el campo para proteger de las espinas.
- Calado con acero inoxidable o repujado: son muy pesadas y se usan en las sillas de gala.

### Contralátigos

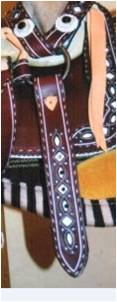
Contralátigo

Cincho que se encuentra en la parte derecha de la montura. Utilizados para acortar y alargar la cincha, así se ajusta al tamaño de la panza del caballo. Existen tres tipos:
- De lujo: da vueltas en el cincho que ocupa argolla.
- Normal: da tres vueltas para ajustar la cincha.
- De cala: no ocupa mucho espacio, permitiendo que quede libre la pierna del jinete.

### Látigo

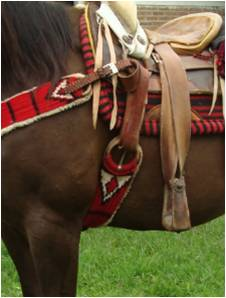
Látigo

Se encuentran en la parte izquierda de la montura. Sirve para apretar, junto con la cincha, la silla al lomo del caballo. Da vueltas en una argolla y se sostiene con la argolla de la cincha.

### Cuarteros
Se encuentran en la parte izquierda de la montura a la altura de las cantinas. Son las bases para colgar la cuarta en la silla de montar. Van de acuerdo a los ribetes (decoración) de la silla. Su tamaño y forma dependen de la cuarta que ocupa el jinete.

### Cuartas
Se llaman así porque el mango ocupa una cuarta parte, dentro tienen un plomo para que no se doblen y tienen al final pajuelas (listones) con una agarradera. Hechas de cuero crudo, hilo, reata, cerda de caballo, pelo de mujer o viriles de toro. Sirven para alegrar o corregir al caballo en el entrenamiento.

### Cincho

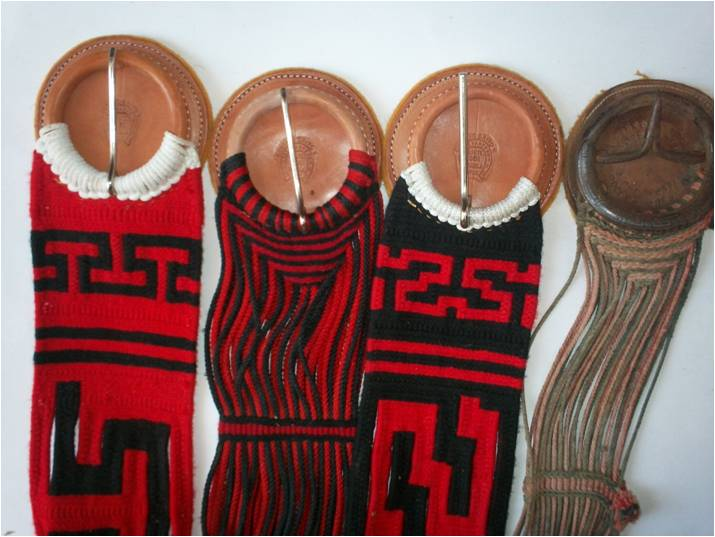
Tipos de cincho

Está hecho de distintos materiales como algodón trenzado, estambres bordados, hilos nailon y estambre, o hilos trenzados. Sirve para sostener la montura alrededor de la panza del caballo (pasa por debajo). Los tejidos van de acuerdo al sarape y riendas del jinete, mientras que las argollas con que se sostiene, al herraje de la silla.

### Pechopretal
Sirve como complemento para la seguridad del jinete y caballo. Se coloca en el pecho del caballo, evitando que la silla se vaya a un lado o hacia atrás en cualquiera de las Suertes Charras. En la Coleada ayuda a que el caballo haga fuerza con su pecho para estirar.

### Sarape
Actualmente se utiliza sólo como adorno de la montura. Se coloca en la parte trasera sostenido con tientos.

### Carona
Han evolucionado de acuerdo a los bastos, existen cuadrados y redondas. Han evolucionado de acuerdo al lomo del caballo, puesto que debe llevar una curva para proteger la cruz.